# 東野葵
東野 葵（とうの あおい、1996年11月30日 - ）は、福岡県福岡市南区出身の元プロ野球選手（投手）。左投左打。プロでは育成選手であった。

## 経歴

### プロ入り前
福岡市立東花畑小学校の2年時に、「自由ケ丘ベアーズ」でソフトボールをスタート。福岡市立花畑中学校在学中は、投手として硬式野球の「福南ボーイズ」に所属していた。
福岡第一高等学校への進学後は、1年時夏の第94回全国高校野球選手権福岡大会から、背番号13でベンチ入り。飯塚高校との決勝に2番手で登板したが、チームは2対4で敗れた。3年時夏の第96回選手権福岡大会には、「1番・中堅手」として祐誠高校との初戦に臨んだが、1安打を放ちながらチームを勝利に導けなかった。
日本経済大学への進学を機に、投手へ再び専念。福岡六大学野球のリーグ戦に1年時の春季から登板した一方で、4年時には左肘に炎症が生じた。その影響で7月からノースロー調整を余儀なくされたが、9月からの秋季リーグ戦で復帰。リーグ戦で無敗だった九州共立大学との対戦では、先発で5回を1安打無失点5奪三振と好投したことを皮切りに、複数の投手による完封リレーを成し遂げた。
2018年のNPBドラフト会議で、埼玉西武ライオンズから育成1巡目で指名、支度金350万円、年俸400万円（金額は推定）という条件で、育成選手として入団した。背番号は125。

### プロ入り後
2019年には、イースタン・リーグ公式戦8試合に登板。北海道日本ハムファイターズの斎藤佑樹と投げ合った末に初勝利を挙げたほか、2勝3敗、防御率7.85という成績を残した。
2020年には、春季二軍キャンプ中に左肘の靱帯を痛めた。イースタン・リーグ公式戦では11試合の登板で0勝1敗、防御率3.74を記録したが、本人が後に明かしたところによれば、「痛めた左肘をかばうように投げていた」という。
2021年には、春季キャンプ前の自主トレーニング中に、左肘の靱帯を再び痛めた。二軍の春季キャンプには参加したものの、キャンプ中に症状が悪化したため、球団に対して自主退団を申し入れた。球団は東野を慰留したうえで、靱帯の再建手術を受けることを勧めたが、東野は保存療法を選択。左肘のコンディションの回復に努めたものの、実戦への復帰が見込めない状況に至ったため、現役引退を決意した。レギュラーシーズン開幕直後の4月18日に、球団を通じて退団と現役引退を発表。

## 選手としての特徴
- オーソドックスな投球フォームから最速146km/hのストレートが武器の本格派左腕[9]。
- 変化球はスライダー、カーブ、カットボールと多彩[4]。
- 50m走5.8秒が示す通り、運動能力は高い[10]。

## 人物
- ギターを高校の頃から始めた。ピアノは桑田真澄が弾けると聞き、指先が器用になるかなと思い大学から始めて趣味にしている[11]。

## 詳細情報

### 年度別投手成績
- 一軍公式戦出場なし

### 背番号
- 125（2019年 - 2021年4月17日）